# Karl von Rothkirch-Panthen
Karl Graf von Rothkirch-Panthen (* 2. Dezember 1807 in Falkenau, Fürstentum Neisse; † 31. März 1870 in Prag, Königreich Böhmen) war ein böhmisch-österreichischer Politiker, Verwaltungsbeamter und Oberstlandmarschall sowie Statthalter von Böhmen.

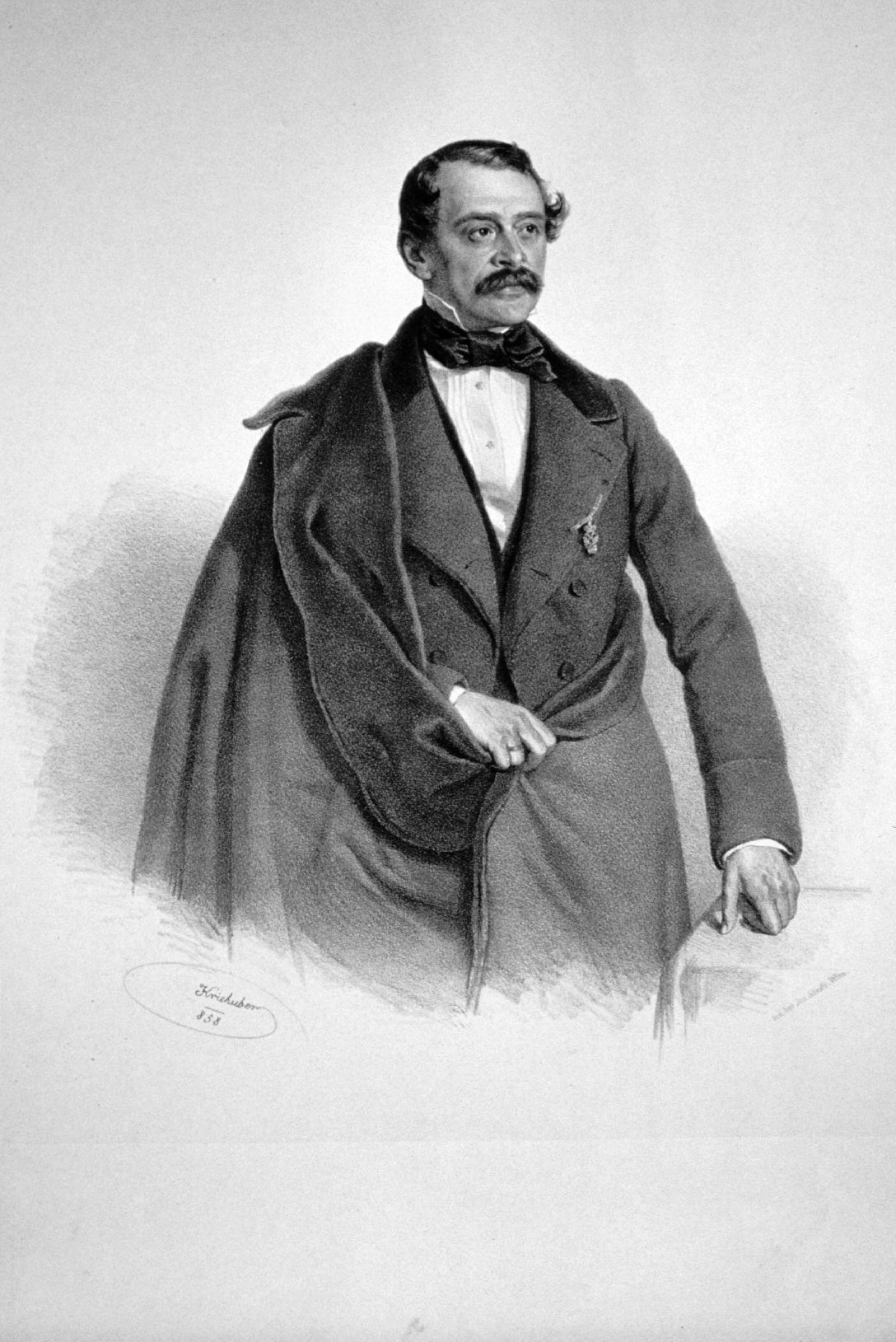
Carl Graf von Rothkirch und Panthen Lithographie von Josef Kriehuber, 1858

## Leben
Karl von Rothkirch-Panthen war Mitglied des österreichischen Zweigs der schlesischen Adelsfamilie Rothkirch und Sohn des Generals Graf Leopold von Rothkirch und Panthen (1769–1839) und dessen Ehefrau Gräfin Anna von Pötting und Persing (1778–1820). 1833 heiratete er in Kolinec Barbara Gräfin Swéerts-Spork (1810–1873), das Paar blieb kinderlos.
Rothkirch trat in den Staatsdienst ein und wurde Kämmerer und Geheimer Rat, 1842 Kreishauptmann von Čáslav, 1846–48 von Pilsen. Die ihm 1848 angetragene Stellung des Statthalters von Böhmen lehnte er wegen der starken tschechischen Opposition im Prager Pfingstaufstand ab.
1850 wurde er Kreispräsident des Egerer Kreises. 1857 bis 1860 fungierte er als Landespräsident der Bukowina, wo er mit der Vereinigung der Landesverwaltung mit Galizien nicht einverstanden war. 1861 wurde er Abgeordneter im Böhmischen Landtages für die Partei des Verfassungstreuen Großgrundbesitzes. Gleichzeitig war er 1861 bis 1863 Reichsratsabgeordneter.
Rothkirch war von 9. November 1863 bis 30. September 1866 Oberstlandmarschall des Königreichs Böhmen und damit Vorsitzender der böhmischen Regierung, des Landesausschusses. Er versuchte eine gewisse Neutralität zwischen Zentralisten und Föderalisten zu bewahren, wodurch er sich beiden Seiten entfremdete. Nach dem Deutschen Krieg 1866 wurde er Statthalter von Böhmen, aber schon 1867 pensioniert.